# Эриха (район)
Эриха (араб. أريحا‎) — район (минтака) в составе мухафазы Идлиб, Сирия. Административным центром является город Эриха.

## География
Район находится на западе мухафазы Идлиб. На севере и востоке граничит с районом Идлиб, на юге с районом Мааррет-эн-Нууман, а на западе с мухафазой Хама и районом Джиср-эш-Шугур.

## Административное деление
Район разделён на 3 нахии.
| Нахия     | Административный центр | Население (2004 г.), чел. | Карта |
| --------- | ---------------------- | ------------------------- | ----- |
| Эриха     | Эриха                  | 83 487                    |       |
| Ихсим     | Ихсим                  | 65 409                    |       |
| Мухамбаль | Мухамбаль              | 27 098                    |       |